# Black to the Blind
Black to the Blind ist das fünfte Studioalbum der polnischen Death-Metal-Band Vader.

## Entstehungsgeschichte
Erstmals in der Bandgeschichte griff die Gruppe für ein Studioalbum nicht auf ältere Ideen zurück. Für Jarosław Łabieniec stieg Maurycy Stefanowicz als neuer Gitarrist ein, der allerdings erst auf der folgenden EP „Kingdom“ zu hören war. Die Bassspuren stammten wieder von Peter. Die Musik der Band hat sich nicht geändert, lediglich mit dem Lied „Carnal“ befindet sich ein Stück auf dem Album das eher dem Grind- bzw. Crustcore zuzuordnen ist. Dieses Lied wurde zusammen mit dem Lied „Black to the Blind“ zuvor schon als EP veröffentlicht. Die japanische Version enthält noch einen zusätzlichen Bonus, das Lied „Anamnesis“. Das Lied wurde später auf der Kingdom-MCD auch dem europäischen Publikum zugänglich gemacht.

## Titelliste
1. Heading for Internal Darkness – 3:46
2. The Innermost Ambience – 1:33
3. Carnal – 2:09
4. Fractal Light – 2:42
5. True Names – 3:37
6. Beast Raping – 2:42
7. Foetus God – 2:44
8. The Red Passage – 3:01
9. Distant Dream – 2:26
10. Black to the Blind – 4:07
11. Anamnesis – 3:07 (Bonus japanische Version)